# Julia Selina
Julia Selina (Londres, 19 de abril de 1833 — Beckenham, 3 de fevereiro de 1904) foi uma escritora inglesa.